# Guilherme Toldo
Pour les articles homonymes, voir Toldo.
Guilherme Toldo (né le 1er septembre 1992 à Porto Alegre) est un escrimeur brésilien dont l'arme de prédilection est le fleuret.
Il remporte la médaille de bronze, en individuel et par équipes, lors des Jeux panaméricains 2011 à Guadalajara, puis celle d'argent par équipes en 2015 à Toronto. Il accède au tableau de 8 lors des Jeux olympiques de 2016 après avoir éliminé le Japonais Yuki Ota puis le Hongkongais Cheung Ka Long.

## Carrière
À l'âge de 19 ans, Toldo a participé aux Jeux panaméricains de 2011, où il a remporté une médaille de bronze au fleuret individuel, ainsi qu'une autre de bronze par équipes,.
Toldo a fait ses débuts aux Jeux Olympiques à l'âge de 19 ans. Aux Jeux olympiques d'été de 2012, il a remporté son premier match contre le Marocain Lahoussine Ali 15-6. Mais lors du deuxième combat, face à l'Américain Race Imboden, 5ème meilleur mondial, il est éliminé par 15-5.
Aux Championnats panaméricains d'escrime 2014, Toldo a remporté une médaille de bronze au fleuret individuel et une autre de bronze par équipe.
Aux Jeux panaméricains de 2015, Toldo a remporté une médaille d'argent au fleuret par équipe masculin,.
Aux Jeux olympiques d'été de 2016, Toldo a connu une campagne historique, remportant trois combats et atteignant les quarts de finale, obtenant ainsi le meilleur résultat en escrime masculine brésilienne de tous les temps. Numéro 66 au classement mondial, Toldo, après avoir battu René Pranz au 1er tour, et l'actuel champion du monde et médaillé d'argent à Pékin 2008, Yuki Ota, au 2e tour, ont affronté en huitièmes de finale Cheung Ka Long, de Hong Kong, et surpris une fois de plus en accédant aux quarts de finale, en battant le 20e meilleur tireur du monde dans la catégorie fleuret individuel par 15 à 10. En quarts de finale, il affronte l'Italien Daniele Garozzo, numéro 11 mondial, étant éliminé vers 15h-8h. Garozzo a fini par être le médaillé d'or à ces Jeux olympiques,,.
Aux Championnats du monde d'escrime 2019, Toldo, 26e mondial, a fait ses débuts en battant le Japonais Takahiro Shikine, 19e mondial, par 15-13. Au deuxième tour, il a battu l'Américain Nick Itkin, 11e mondial, par 15-14. Il atteint les huitièmes de finale et, face au Coréen Lee Kwang-hyun, 17e mondial, Toldo ouvre le match 13-10, mais est éliminé par 15-14, terminant 15e du tournoi,,.
Aux Jeux panaméricains de 2019, Toldo a remporté une médaille d'argent au fleuret par équipe masculin,.
Aux Championnats panaméricains d'escrime 2019, il a remporté une médaille d’argent en individuel et une médaille de bronze par équipe.
Aux Jeux olympiques d'été de 2020, Toldo, désormais n°17 mondial, a fait ses débuts au fleuret individuel contre Toshiya Saito, n°27 mondial. Après que la lame de Toldo se soit cassée au début du combat, et plusieurs défis de Toldo concernant l'arbitrage (l'équipement qui enregistrait les touches avait des problèmes), le Brésilien a fini par être éliminé par 15 à 10.
Aux Championnats panaméricains d'escrime 2023, organisés en juin à Lima, au Pérou, Toldo a obtenu une médaille de bronze au fleuret individuel, étant sa troisième médaille individuelle dans ce tournoi tout au long de sa carrière.
Aux Jeux panaméricains de 2023, il a obtenu sa deuxième médaille de bronze individuelle à Pans, en plus d'obtenir une médaille dans la modalité par équipe pour la quatrième fois, une médaille de bronze. Grâce à cela, Toldo est devenu le plus grand médaillé brésilien d'escrime aux Jeux panaméricains. Il en possède six, soit une de plus que l'épéiste Arthur Cramer Ribeiro, qui détient la seule médaille d'or du pays dans ce sport, à Winnipeg en 1967,.